# Bessarion Gugušvili
Bessarion Gugušvili (6. května 1945, Tbilisi, Gruzie) je gruzínský politik a bývalý premiér této kavkazské země.
Gugušvili byl jmenován premiérem poté, co v srpnu 1991 odstoupil ze své funkce jeho předchůdce Tengiz Sigua. Patřil k nejbližším spolupracovníkům bývalého gruzínského prezidenta Zviada Gamsachurdii a následoval ho do exilu, když byl během prosince 1991 až ledna 1992 proveden puč. Během občanské války v západní Gruzii v roce 1993 se aktivně podílel na akcích Zviadistů. Po ukončení bojů a smrti Gamsachurdii odešel opět do exilu. Podařilo se mu získat politický azyl ve Finsku a dnes žije ve Vantě.